# グリーン郡 (アイオワ州)
グリーン郡（英: Greene County）は、アメリカ合衆国アイオワ州の中央部西に位置する郡である。2010年国勢調査での人口は9,336人であり、2000年の10,366人から9.9％減少した。郡庁所在地はジェファーソン市（人口4,345人）であり、同郡で人口最大の都市でもある。

## 歴史
グリーン郡は1851年1月15日に設立され、1854年から自治が行われた。郡名はアメリカ独立戦争の英雄ナサニエル・グリーン将軍にちなんで名付けられた。最初の開拓者はトルーマン・デイビスであり、ラクーン川沿いに入った。
初代郡庁舎は木造で1856年に建設された。郡政委員会はジェファーソンの南東にあった丸太小屋で開かれていた。2代目郡庁舎は赤レンガ造りで1870年に建てられた。現郡庁舎1917年に建てられたものである。

## 地理
アメリカ合衆国国勢調査局に拠れば、郡域全面積は571.13平方マイル (1,479.2 km2)であり、このうち陸地568.41平方マイル (1,472.2 km2)、水域は2.72平方マイル (7.0 km2)で水域率は0.48％である。

### 主要高規格道路
- アメリカ国道30号線
- アイオワ州道4号線
- アイオワ州道25号線
- アイオワ州道144号線

### 隣接する郡
- カルフーン郡 - 北西
- ウェブスター郡 - 北東
- ブーン郡 - 東
- ダラス郡 - 南東
- ガスリー郡 - 南
- キャロル郡 - 西

## 人口動態

### 2010年国勢調査
以下は2010年国勢調査による人口統計データである。
基礎データ
- 人口: 9,336人
- 人口密度: 6人/km2（16人/mi2）
- 住居数: 4,546軒
- 使用住居: 3,996軒[5]

### 2000年国勢調査

2000人口ピラミッド

以下は2000年国勢調査による人口統計データである。
| 基礎データ - 人口: 10,366人 - 世帯数: 4,205 世帯 - 家族数: 2,859 家族 - 人口密度: 7人/km2（18人/mi2） - 住居数: 4,623軒 - 住居密度: 3軒/km2（8軒/mi2） 人種別人口構成 - 白人: 98.16% - アフリカン・アメリカン: 0.14% - ネイティブ・アメリカン: 0.15% - アジア人: 0.24% - 太平洋諸島系: 0.01% - その他の人種: 0.67% - 混血: 0.63% - ヒスパニック・ラテン系: 1.66% 年齢別人口構成 - 18歳未満: 25.6% - 18-24歳: 6.1% - 25-44歳: 24.3% - 45-64歳: 22.4% - 65歳以上: 21.6% - 年齢の中央値: 41歳 - 性比（女性100人あたり男性の人口） - 総人口: 95.5 - 18歳以上: 89.2 | 世帯と家族（対世帯数） - 18歳未満の子供がいる: 30.7% - 結婚・同居している夫婦: 57.3% - 未婚・離婚・死別女性が世帯主: 7.2% - 非家族世帯: 32.0% - 単身世帯: 29.1% - 65歳以上の老人1人暮らし: 16.6% - 平均構成人数 - 世帯: 2.41人 - 家族: 2.97人 収入と家計 - 収入の中央値 - 世帯: 33,883米ドル - 家族: 41,230米ドル - 性別 - 男性: 29,076米ドル - 女性: 21,657米ドル - 人口1人あたり収入: 16,866米ドル - 貧困線以下 - 対人口: 8.1% - 対家族数: 4.8% - 18歳未満: 8.9% - 65歳以上: 7.8% |

## 都市と町
| - ジェファーソン - 郡庁所在地 - チャーダン - ダナ - グランドジャンクション | - ペイトン - ラルストン - リッピー - スクラントン |

### 未編入の町
- クーパー

### 郡区
- ブリストル郡区
- シーダー郡区
- ドーソン郡区
- フランクリン郡区
- グラント郡区
- グリーンブライヤー郡区
- ハーディン郡区
- ハイランド郡区
- ジャクソン郡区
- ジェファーソン郡区
- ジャンクション郡区
- ケンドリック郡区
- パトン郡区
- スクラントン郡区
- ワシントン郡区
- ウィロー郡区

## 著名な出身者
- ジョージ・ギャラップ、統計学者、ギャラップ調査を創設、グリーン郡に住んでいた